# Fantastic (álbum)
| Críticas profissionais | Críticas profissionais |
| Pontuações agregadas   | Pontuações agregadas   |
| Fonte                  | Avaliação              |
| ---------------------- | ---------------------- |
| Metacritic             | XX/100                 |
| Avaliações da crítica  |                        |
| Fonte                  | Avaliação              |
| All Music Guide        | link                   |

Fantastic é o álbum de estreia do duo pop britânico Wham!, lançado em 1983.

## Faixas
Todas as faixas compostas por George Michael, exceto onde indicado
1. Bad Boys - 3:19
2. A Ray of Sunshine - 4:43
3. Love Machine (Peter Moore, Billy Griffin) - 3:19
4. Wham Rap! (Enjoy What You Do) (George Michael, Andrew Ridgeley) - 6:41
5. Club Tropicana (Michael, Ridgeley) - 4:28[2]
6. Nothing Looks the Same in the Light - 5:53
7. Come On - 4:24
8. Young Guns (Go for It!) - 3:55